# Топчинська сільська рада (Магдалинівський район)
То́пчинська сільська́ ра́да — колишній орган місцевого самоврядування в Магдалинівському районі Дніпропетровської області. Адміністративний центр — село Топчине.

## Загальні відомості
- Населення ради: 1 132 особи (станом на 2001 рік)

## Населені пункти
Сільській раді підпорядковані населені пункти:
- с. Топчине
- с. Тарасівка

## Склад ради
Рада складається з 16 депутатів та голови.
- Голова ради: Коваль Володимир Володимирович
- Секретар ради: Ніколаєнко Тетяна Володимирівна

### Керівний склад попередніх скликань
| Прізвище, ім'я, по батькові    | Основні відомості                                                                                  | Дата обрання | Дата звільнення |
| ------------------------------ | -------------------------------------------------------------------------------------------------- | ------------ | --------------- |
| Коваль Володимир Володимирович | Сільський голова, 1960 року народження, освіта вища, член Всеукраїнського об'єднання «Батьківщина» | 26.03.2006   | 31.10.2010      |
| Коваль Володимир Володимирович | Сільський голова, 1960 року народження, освіта вища, член Партії регіонів                          | 31.10.2010   |                 |

Примітка: таблиця складена за даними сайту Верховної Ради України

### Депутати
За результатами місцевих виборів 2010 року депутатами ради стали:

#### За суб'єктами висування
| Суб'єкт висування                                   | Кількість обраних депутатів | %    |
| --------------------------------------------------- | --------------------------- | ---- |
| Самовисування                                       | 7                           | 43,8 |
| Партія регіонів                                     | 5                           | 31,3 |
| Політична партія Всеукраїнське об'єднання «Громада» | 3                           | 18,8 |
| Народна партія                                      | 1                           | 6,3  |

#### За округами
| № округу                                            | Прізвище, ім'я, по батькові     | Дата визнання обраним | Освіта             | Партійна приналежність                                      | Відомості про обраного депутата                              |
| --------------------------------------------------- | ------------------------------- | --------------------- | ------------------ | ----------------------------------------------------------- | ------------------------------------------------------------ |
| Народна Партія                                      |                                 |                       |                    |                                                             |                                                              |
| 14                                                  | Ніколаєнко Тетяна Володимирівна | 02.11.2010            | вища               | член Народної партії                                        | Топчинська сільська рада, секретар                           |
| Партія регіонів                                     |                                 |                       |                    |                                                             |                                                              |
| 1                                                   | Каніболоцька Наталія Василівна  | 02.11.2010            | середня            | член Партії регіонів                                        | фельдшерсько-акушерський пункт, завідувачка                  |
| 3                                                   | Станчак Лариса Олександрівна    | 02.11.2010            | середня            | член Партії регіонів                                        | домогосподарка                                               |
| 6                                                   | Хорольський Юрій Петрович       | 02.11.2010            | середня            | член Партії регіонів                                        | селянське фермерське господарство «Алла», голова             |
| 12                                                  | Шулик Олександр Іванович        | 02.11.2010            | вища               | член Партії регіонів                                        | Магдалинівський районний будинок культури, художний керівник |
| 16                                                  | Корнієнко Сергій Григорович     | 02.11.2010            | вища               | член Партії регіонів                                        | селянське фермерське господарство «Радуга», голова           |
| Політична партія Всеукраїнське об'єднання «Громада» |                                 |                       |                    |                                                             |                                                              |
| 2                                                   | Скрипник Олександр Федорович    | 02.11.2010            | середня            | член Політичної партії Всеукраїнського об'єднання «Громада» | домогосподар                                                 |
| 11                                                  | Ковальова Світлана Вікторівна   | 02.11.2010            | вища               | член Політичної партії Всеукраїнського об'єднання «Громада» | КП «Магдалинівський маслозавод», бухгалтер                   |
| 13                                                  | Геда Сергій Іванович            | 02.11.2010            | середня            | член Політичної партії Всеукраїнського об'єднання «Громада» | КП «Магдалинівський маслозавод», механізатор                 |
| Самовисування                                       |                                 |                       |                    |                                                             |                                                              |
| 4                                                   | Чернявська Ірина Олександрівна  | 02.11.2010            | середня спеціальна | позапартійна                                                | домогосподарка                                               |
| 5                                                   | Малиночка Юрій Дмитрович        | 02.11.2010            | середня            | позапартійний                                               | одноосібник                                                  |
| 7                                                   | Калюжний Василь Васильович      | 02.11.2010            | вища               | позапартійний                                               | одноосібник                                                  |
| 8                                                   | Торяник Людмила Іванівна        | 02.11.2010            | незакінчена вища   | позапартійна                                                | селянське фермерське господарство «Людмила», голова          |
| 9                                                   | Ачімова Галина Василівна        | 02.11.2010            | вища               | позапартійна                                                | Топчинська сільська рада, бухгалтер                          |
| 10                                                  | Маймол Валентина Юріївна        | 02.11.2010            | середня спеціальна | позапартійна                                                | фельдшерсько-акушерський пункт, фельдшер                     |
| 15                                                  | Черниш Тетяна Миколаївна        | 02.11.2010            | вища               | позапартійна                                                | Топчинська загальноосвітня школа, вчитель                    |